# Langatabiki
Langatabiki (niederländisch Langatabbetje) ist eine Flussinsel im Maroni und ein Dorf im Schutzgebiet der Paramacca (Pamacca Resort) im Distrikt Sipaliwini von Suriname. Langatabiki ist der Sitz des granman (Häuptlings) des Paramacca-Volkes (Maroons).

## Geographie
Die Insel liegt im Marowijne River, in der Nähe der Mündung des Paramacca Creek. Südlich der Insel befinden sich die Stromschnellen Kepioudou Soula und Makou Soula. Der Name bedeutet „Lange Insel“. Südlich der Insel befindet sich eine kleine Nachbarinsel. Die Insel selbst ist langgezogen und hat eine extreme Schmalstelle in der Mitte. Im Norden schließe sich die Insel Asalobi Tabbetje an.
Der Ort liegt am Südende der Insel. Dort gibt es eine Fährverbindung vom Festland von Suriname im Südosten (Langatabiki boat crossing border).
Straßenverbindungen von dort führen nach Moengo, wo es eine Verbindung zum East-West Link gibt. Es gibt Pläne, die Straße nach Moengo zu asphaltieren und eine weitere Straße von Langatabiki über Stoelmanseiland nach Benzdorp, und eine Straße nach Brokopondo anzulegen.
Auf der Insel gibt es zusätzlich den Langatabbetje Airstrip, wo Flugzeuge der Luftfahrtgesellschaft Blue Wing nach Paramaribo starten.
Das Hauptverkehrsmittel sind Boote und Kanus, die auf dem Marowijne, sowie dem Tapanahony und Lawa verkehren. Vor allem Einbaum-Wasser-Taxis steuern das Dorf Apatou in Französisch-Guayana an, etwa 20 km Flussabwärts am Marowijne (N).
Am Ostufer, auf dem Gebiet von Guyana liegt der gleichnamige Ort „Langa Tabiki“. Dort sind relativ viele weitere kleine Siedlungen zu finden (Sissilia, Bois Martin u. a.).

## Geschichte
1879 gründete eine Gruppe von ca. 90 entlaufenen Sklaven eine Siedlung auf der Insel im Marowijne. Der Granman (Häuptling) zu dieser Zeit war Apensa.
Das Pamacca-Resort wurde am 11. September 2019 aus dem Resort (Schutzgebiet) Tapanahony ausgegliedert.

## Kultur
In Langatabiki gibt es die Granman Cornelis Forster Primary School (Grundschule).
Wie die meisten Dörfer der Maroons im Landesinnern war Langatabiki bis 2016 auf Dieselgeneratoren zur Stromerzeugung angewiesen. Obwohl der Treibstoff für die Generatoren von der Regierung von Surinam kostenlos geliefert wird, reichte die Versorgung nur für wenige Stunden Elektrizität am Tag. Im März 2016 wurde die erste Solaranlage gebaut, welche zu einem Netzwerk ausgebaut werden soll, um in Langatabiki 24 Stunden pro Tag Elektrizität zur Verfügung zu stellen.

## Gesundheit
In Langatabiki gibt es ein Healthcare Centre der Medische Zending.